# Roy Faulkner (cầu thủ bóng đá, sinh năm 1935)
Roy Faulkner (sinh ngày 28 tháng 6 năm 1935) là một cựu cầu thủ bóng đá người Anh thi đấu ở vị trí tiền đạo tầm xa ở Football League cho Manchester City và Walsall.

## Danh hiệu
Walsall
- Vô địch Football League Fourth Division: 1959–60